# Lago del Careser
Il lago del Careser è un bacino artificiale che si trova nel comune di Peio a 2.603 m.s.l.m. Fu realizzato nel 1931 al fine di sfruttare le acque provenienti dal ghiacciaio del Careser a fini idroelettrici.
Il lago è generato da una diga a gravità arcuata in calcestruzzo alta 58 m e collegata alla centrale di Malga Mare che sfrutta un salto di 635 m utilizzando una turbina Pelton per una potenza massima di 12 MW e una produzione annua di 27,7 GWh. Le acque in uscita dalla centrale vengono poi convogliate insieme a quelle del Noce verso la centrale di Pònt a Cogolo.
Il lago è punto di passaggio per numerosi percorsi escursionistici.